# Свакопмунд
Свакопмунд (на английски: Swakopmund) е град, разположен на атлантическото крайбрежие в западна Намибия. Намира се на 280 км западно от столицата Виндхук. Името му произлиза от немското словосъчетание, което буквално означава устието на река Свакоп. Градът е административен център на регион Еронго. Поради разположението си до океана времето през декември и януари е по-хладно от останалата част на страната. Това са най-топлите месеци в Намибия. Тази причина е довела до преместването на администрацията в Свакопмунд в тази част на годината.
Свакопмунд е морски курорт и прекрасен пример на немската колониална архитектура. Основан е през 1892 г. като главно пристанище на Германска Югозападна Африка. Това е едно от малкото места извън Европа, Северна и части от Южна Америка, в които има значително немскоговорещо малцинство с немски корени.
Градът е разположен на главен път B2 и на Транс Намиб в участъка между Виндхук и Уолфиш Бей. В близост е и летище Swakopmund Airport.
Забележителностите на града включват затвора Altes Gefängnis построен през 1909 г., Wörmannhaus построен през 1906 г. с бележита кула. Сградата сега е обществена библиотека. Други забележителности са музея на транспорта, Националния морски аквариум на Намибия, галерията на кристалите, забележителните пясъчни дюни намиращи се южно от река Свакоп. Извън града е изградено и едно от петте игрища за голф намиращи се в пустини. Свакопмунд е известен и с екстремните спортове. В близост има ферма за камили, тук се намира и локомотива Мартин Лутер строен през 1896 г. и по-късно изоставен в пустинята.

## Произход на името
Повечето от населените места на Намибия са основани далеч от поселищата на местното население в близост до водни източници. Имената им са дадени от местните жители, а европейците са ги опростили и нагодили към своя начин на произнасяне. На езика на нама думата „Tsoakhaub“ може да бъде преведено като „отвор за екскременти“ или „клоака“. Думата описва правдоподобно водите на река Свакоп, които прииждат при наводнение и носят маси от тиня, пясък, парчета от растения и трупове на животни.
Немските заселници видоизменили думата в лесно произнасяната от тях Swachaub. Името на града произлиза от словосъчетание, което означава естуара или устието на река Свакоп.

## Побратимени градове
- Малмьо, Швеция
- Флорианополис, Бразилия
- Шарм ел-Шейх, Египет
- Уолфиш Бей, Намибия
- Окакарара, Намибия